# LocoRoco 2
LocoRoco 2 – kontynuacja gry LocoRoco wydanej na konsolę PlayStation Portable.

## Nowe funkcje
Gra dostarcza dużo nowych funkcji np. pływanie pod wodą

## Lokalizacje
Tła lokalizacji były już widoczne w pierwszej części LocoRoco, z wyjątkiem Fortu BuiBui i domku MuiMui. Obejmują one: Ogród kwiatowy (Franzea), Zielona góra (Perculoka), Lodowa góra (Shamplin), Tropikalna wyspa (Tropuca), Raj Gwiazd (Chapo-Wahr), Ciemna, złowieszcza ziemia (Dolangomeri), Słoneczna/rytmiczna ziemia, (CaloCaro), Dżungla/starożytne ruiny (Jaojab), Ogromne drzewo (Yamboona Tree) i Grzybowy las (Kelapton).

## LocoRoco
Wszystkie LocoRoco mają imiona i opisy:
- Kulche - Energetic Youngster (Energetyczny Młodzieniec) (żółty)
- Viole - Confident Tomboy (Pewna siebie chłopczyca) (fioletowy) - dodany w tej części
- Budzi - Loose Cannon (dosł. Luźne Działo-oznacza to osobę nieprzewidywalną) (czarny)
- Pekeroné - Exuberant Geek (Żywiołowy Dziwak) (czerwony)
- Chavez - Cool Speed Freak (Fajny Maniak Prędkości) (zielony)
- Priffy - Style Princess (Stylowa księżniczka) (różowy)
- Tupley - Voracious Fella (Żarłoczny Koleżka) (niebieski)

## Wymagania sprzętowe
LocoRoco 2 tak jak jego poprzednik LocoRoco, dostępna jest tylko na przenośną konsolę PSP.